# Volkan Demirel
Volkan Demirel (ur. 27 października 1981 w Stambule) – turecki piłkarz grający na pozycji bramkarza.

## Kariera piłkarska

### Kariera klubowa

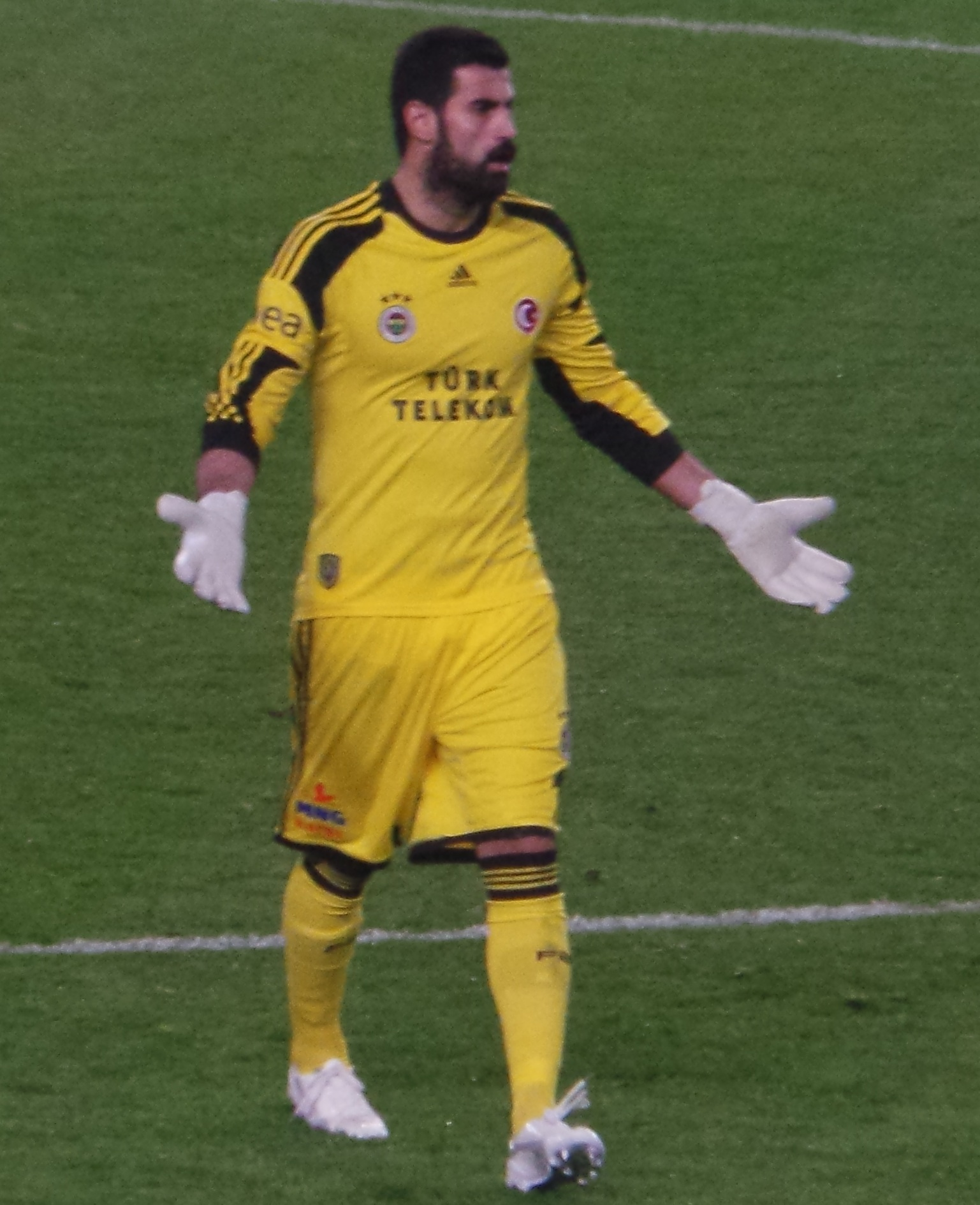
Demirel w barwach Fenerbahce.

Zaczynał jako młodzik w klubie Darica i zagrał dla tego klubu w 51 spotkaniach. Przeniósł się do Fenerbahçe SK w sezonie 2002/2003 debiutując w jego barwach 26 kwietnia 2003 w ligowym meczu z Samsunspor. Od tego momentu stał się podstawowym bramkarzem klubu Fenerbahçe i reprezentacji Turcji. W sezonie 2003/2004 zdobył pierwsze mistrzostwo Turcji z tym klubem.
Podczas rewanżowego meczu 1/8 finału Ligi Mistrzów w sezonie 2007/08 z klubem Sevilla FC obronił 3 rzuty karne w konkursie jedenastek. Pierwszy mecz zakończył się wynikiem 3:2 dla Fenerbahce w Stambule, a w rewanżu w karnych Turcy triumfowali również 3:2 i po raz pierwszy wywalczyli awans do ćwierćfinału tych prestiżowych rozgrywek. W roku 2013 wraz z Fenerbahce awansował do 1/2 finału Ligi Europy.

### Kariera reprezentacyjna
W meczu z reprezentacją Czech 15 czerwca 2008 r. (mecz o wejście do ćwierćfinału Mistrzostw Europy) w doliczonym czasie gry (90'+3) dostał czerwoną kartkę za uderzenie Jana Kollera bez piłki. Demirel jest także uważany za specjalistę od obrony rzutów karnych. Jest on także podstawowym bramkarzem reprezentacji Turcji. Został powołany na mecze eliminacyjne do Mistrzostw Świata 2014. Po eliminacjach postanowił zakończyć reprezentacyjną karierę. W reprezentacji rozegrał 62 spotkania.

## Sukcesy
- Mistrz tureckiej Superligi w 2004, 2005, 2007 i 2011 z zespołem Fenerbahçe SK.
- Puchar Turcji w 2012 r. z Fenerbahçe SK.
- Superpuchar Turcji w 2007 i 2009 z Fenerbahçe SK.